# Gyeyang-dong
Gyeyang-dong (koreanska: 계양동) är en stadsdel i stadsdistriktet Gyeyang-gu  i staden Incheon i Sydkorea.  Den ligger 20 km väster om huvudstaden Seoul.

## Indelning
Administrativt är Gyeyang-dong indelat i:
| Namn    | Namn                | Yta km² | Invånare 31 dec 2020 |
| ------- | ------------------- | ------- | -------------------- |
| 계양1동 | Gyeyang 1(il)-dong  | 17,11   | 21 705               |
| 계양2동 | Gyeyang 2(i)-dong   | 4,14    | 34 675               |
| 계양3동 | Gyeyang 3(sam)-dong | 9,81    | 26 297               |